# Раушерт, Штефан
Штефан Раушерт (нем. Stephan Rauschert, 1 ноября 1931 — 6 мая 1986) — немецкий ботаник и миколог.

## Биография
Штефан Раушерт родился 1 ноября 1931 года в Зундхаузене. С 1958 года был ассистентом в Ботаническом институте Йенского университета. С 1961 по 1985 годы работал в Галле-Виттенбергском университете имени Мартина Лютера. Жена — Розмари Раушерт. Умер в 6 мая 1986 года в Галле.

## Научная деятельность
Он внёс важный вклад в ботанику, описав множество таксонов растений. Штефан Раушерт специализировался на папоротниковидных, на семенных растениях и на микологии.

## Научные работы
Был автором множества научных публикаций, в том числе
- Раушерт, Ш. (1960). Über die Anwendung des Namens Boletus erythropus. Westfälische Pilzbriefe 2: 116—118.
- Раушерт, Ш. (1962). Polyporus rhizophilus Pat., ein für Deutschland neues Steppenpilze. Westfälische Pilzbriefe 3: 53—59, 1 fig., 1 map.
- Раушерт, Ш. (1963). Der schwarzköpfige Haarstern (Trichaster melanocephalus Cerniaiev). Mykologisches Mitteilungsblatt Halle 7 (3): 73—79.
- Раушерт, Ш. (1964). Montagnea arenaria (DC. ex Fries.) Zeller, ein für Deutschland neuer Steppenpilz. Westfälische Pilzbriefe 5: 1—13, 2 figs.
- Раушерт, Ш. (1965). Mycenastrum corium (Guers. in DC.) Desv. in Mitteldeutschand gefunden. Westfälische Pilzbriefe 5 (7—8): 105—113, 3 figs.
- Раушерт, Ш. (1985). Proposal to conserve Leccinum with L. aurantiacum as typ. cons. (Fungi: Boletaceae). Taxon 34 (4): 713.
- Раушерт, Ш. (1986). Proposal to reject the species name Scleroderma aurantium (L.: Pers.) Pers. (Fungi). Taxon 35 (3): 600.
- Раушерт, Ш. (1986). Proposal to conserve 8978 Antennaria (Compositae) vs. sanctioned Antennaria (Fungi). Taxon 35 (4): 749—750.
- Раушерт, Ш. (1986). Proposal to add a Note in Art. 73.1 or 75.1 and to add a new Rec.50G. Taxon 35 (4): 794.
- Раушерт, Ш. (1987). Nomenklatorische Studien bei Höheren Pilzen IV. Nichtblätterpilze (Aphyllophorales) mit Ausschluss der Porlinge. Feddes Repertorium Specierum Novarum Regni Vegetabilis 98 (11—12): 657—664.
- Раушерт, Ш. (1987). Nomenklatorische Studien bei Höheren Pilzen III. Röhrlinge (Boletales). Nova Hedwigia 45 (3—4): 501—508.
- Раушерт, Ш. (1987). Proposal to conserve Trametes Fr. (Fungi Caeteri) with a conserved type. Taxon 36 (1): 164—165.
- Раушерт, Ш. (1988). Neue Namenskombinationen bei Höheren Pilzen. Haussknechtia 4: 51—55.
- Раушерт, Ш. (1989). Nomenklatorische Studien bei höheren Pilzen I. Russulales (Täublinge und Milchlinge). Česká Mykologie 43 (4): 193—209.
- Раушерт, Ш. (1989). Der Sydney-Code und Probleme der Sanktionierung von Pilznamen. International Journal of Mycology and Lichenology 4 (1—2): 205—297.
- Раушерт, Ш. (1990). Nomenklatorische Studien bei Höheren Pilzen II. Porlinge (Polyporales s.lat.). Feddes Repertorium Specierum Novarum Regni Vegetabilis 101 (11—12): 639—644.
- Раушерт, Ш. (1992). Nomenklatorische Studien bei Höheren Pilzen V. Agaricales (Blätterpilze unter Ausschluss der Täublinge und Milchlinge). Nova Hedwigia 54 (1—2): 213—228.